# (10992) Veryuslaviya
(10992) Veryuslaviya es un asteroide perteneciente al cinturón de asteroides, descubierto el 19 de septiembre de 1974 por la astrónoma soviética Liudmila Chernyj desde el Observatorio Astrofísico de Crimea.

## Designación y nombre
Designado provisionalmente como  1974 SF. Fue nombrado Veryuslaviya en homenaje a tres miembros de la familia Chubenko, compuesta por periodistas y astrónomos que hicieron grande su patria.